# إيمان الهمص
إيمان سمير درويش الهمص (ولدت عام 1991، وتوفيت في 5 أكتوبر 2004)، هي فتاة فلسطينية كان عمرها 13 عاماً عندما قتلها رصاصات القوات الإسرائيلية قرب نقطة مراقبة عسكرية في منطقة فلسطينية تحظر القوات الإسرائيلية على الفلسطينيين الوجود فيها في مدينة رفح في قطاع غزة عند محور فيلادلفيا، وذلك في 5 أكتوبر 2004.
قال جنود السرية التي قتلت الطفلة بأن قائدهم قام بإطلاق النار عليها مراراً باستخدام رشاش آلي بقصد قتلها، وأكد ذلك شهود فلسطينيون، وأجرى جيش الاحتلال تحقيقاً في ذلك. تعتبر جمعيات حقوق الإنسان مقتلها أحد الحوادث التي تكشف «ثقافة الإفلات من العقاب» في جيش الاحتلال الإسرائيلي. وتراجع بعض الشهود الرئيسيين لاحقاً عن الإدلاء بشهاداتهم. واتهمت محكمة عسكرية إسرائيلية هذا القائد بالاستخدام غير القانوني لسلاحه، وقيامه بسلوك لا يليق بضابط، وبعرقلة مجرى العدالة، ولكن لم تعتبره مذنباً. لاحقاً اعتبرت محكمة الادعاء بالقدس بأن إطلاقه النار عدة مرات على الطفلة للتأكد من وفاتها «تعزيراً»، وطالبت الصحفي والقناة التي كانت قد بثت التقرير أن تبث صح الأمر.

## نظرة عامة على الواقعة
زعم الجنود أنهم أطلقوا النار على الطفلة لأنهم ظنوا لأول وهلة أنها كانت تزرع قنبلة، بينما كشف تسجيل الاتصالات بين الجنود في موقع الحادثة أن الحديث منذ البداية كان عن طفلة دون أية إشارة إلى قنبلة أو خطر محتمل. وزعم الجنود بعد إصابتها أن النقيب قائد الوحدة توجه نحوها وظل يطلق عليها النار، رغم مناشداتهم له بالتوقف. لم يعثر على متفجرات أو أسلحة على جسم الفتاة. وبالبحث في حقيبتها وجد أنها كانت ممتلئة بالكتب المدرسية.

## شهود عيان فلسطينيون
ووفقا لعمر أبو خليفة (25 عاما) فإن «الجنود الإسرائيليين اقتحموا المنطقة، فتركت الفتاة الحقيبة وحاولت الهرب. أصابت الرصاصات الحقيبة (التي كانت تحملها الفتاة)، ثم فتح الجنود النار على الفتاة». وذكر شهود عيان فلسطينيون أن القوات الإسرائيلية لم تسمح للمسعفين بالوصول إلى الفتاة إلا بعد أكثر من ساعة، حين أخرج المسعفين الجثة بسيارة إسعاف. ووجد المختصون في مستشفى فلسطيني 15 رصاصة على الأقل في جثة الفتاة.